# Adriana González Carrillo
Adriana González Carrillo (México D. F., 16 de marzo de 1975) es una política mexicana, miembro del Partido Acción Nacional (PAN), habiendo ocupado las funciones de diputada federal y de senadora.
En 2000, obtuvo una licenciatura en Relaciones Internacionales por el ITAM; y una Maestría en Derechos Humanos y Democracia por FLACSO, en 2008.